# Attacco aereo dell'aeroporto di Baghdad del 2020
L'attacco aereo dell'aeroporto di Baghdad del 2020 è stato un omicidio mirato con drone effettuato alle ore 1:00 del mattino UTC+3 del 3 gennaio 2020 deciso dall'amministrazione del governo degli Stati Uniti d'America contro un convoglio di auto transitanti nell'Aeroporto Internazionale di Baghdad.
Nell'attacco sono rimasti uccisi il maggior generale iraniano Qasem Soleimani (a capo della Forza Quds), Abu Mahdi al-Muhandis (guida delle forze di mobilitazione popolare irachene) e altri otto uomini. Il raid è avvenuto su ordine del presidente statunitense Donald Trump.

## Antefatti
Nei mesi precedenti l'attacco aereo, le milizie sciite irachene (filo-iraniane, dall'uccisione di Saddam Hussein ancora più legate al paese vicino) avevano assunto un atteggiamento sempre più aggressivo contro la presenza americana, protestando contro le basi create per combattere l’Isis in Iraq. A Kirkuk una raffica di missili aveva ucciso un mercenario civile statunitense; le forze statunitensi risposero, bombardando con droni una struttura di Katai'b Hezbollah, un gruppo paramilitare sciita iracheno, e uccidendo 25 uomini.
Il 31 dicembre 2019 migliaia di persone radunate da al-Muhandis assaltarono l'ambasciata americana di Baghdad, protestando contro il raid effettuato dagli americani; parte delle mura esterne e una delle torri di guardia furono incendiate mentre vennero issate sulle recinzioni bandiere di Katai'b Hezbollah. In seguito alla crescente tensione in Iraq, il Pentagono decise di inviare ulteriori 750 uomini in Medio Oriente.

## L'attacco aereo
Il 3 gennaio 2020 circa all'1:00 UTC+3 Qasem Soleimani era da poco atterrato all'aeroporto di Baghdad, atteso per un incontro di distensione con rappresentanti dell'Arabia Saudita, quando fu ucciso da quattro missili lanciati da un drone MQ-9 che distrussero completamente le due auto. L'ambasciatore iraniano in Iraq, Iraj Masjedi, confermò in seguito la morte di tutti i dieci passeggeri. L'esplosione fu così violenta che il riconoscimento del corpo di Soleimani fu possibile solo grazie all'anello che portava sempre al dito. Secondo alcune fonti presero parte all'attacco anche un altro drone (l'MQ-1C Grey Eagle) e l'elicottero d'attacco AH-64 Apache.

## Sviluppi successivi

### Reazioni

#### Stati Uniti d'America
Il presidente statunitense Trump dapprima pubblicò sul suo account ufficiale di Twitter la sola bandiera degli Stati Uniti, per poi in seguito affermare come l'attacco fosse necessario poiché Soleimani aveva «ucciso o ferito migliaia di americani in un lungo periodo di tempo e stava pianificando di ucciderne molti altri» (senza fornire prove di quest'ultima affermazione). Il capo del Pentagono, Mark Esper, dichiarò di non essere a conoscenza dell’esistenza di prove su imminenti attacchi da parte del generale Soleimani contro bersagli statunitensi. La portavoce della Camera Nancy Pelosi giudicò il raid come «un atto provocatorio e sproporzionato che rischia di provocare una pericolosa ulteriore escalation di violenza», rimarcando come il Congresso americano non fosse stato consultato prima di fare partire l'attacco.
Secondo un sondaggio statunitense condotto dalla rivista Business Insider, il 25% del popolo statunitense ritiene che Donald Trump andrebbe processato da un tribunale per crimini di guerra, per l'assassinio di Soleimani.

#### Iran

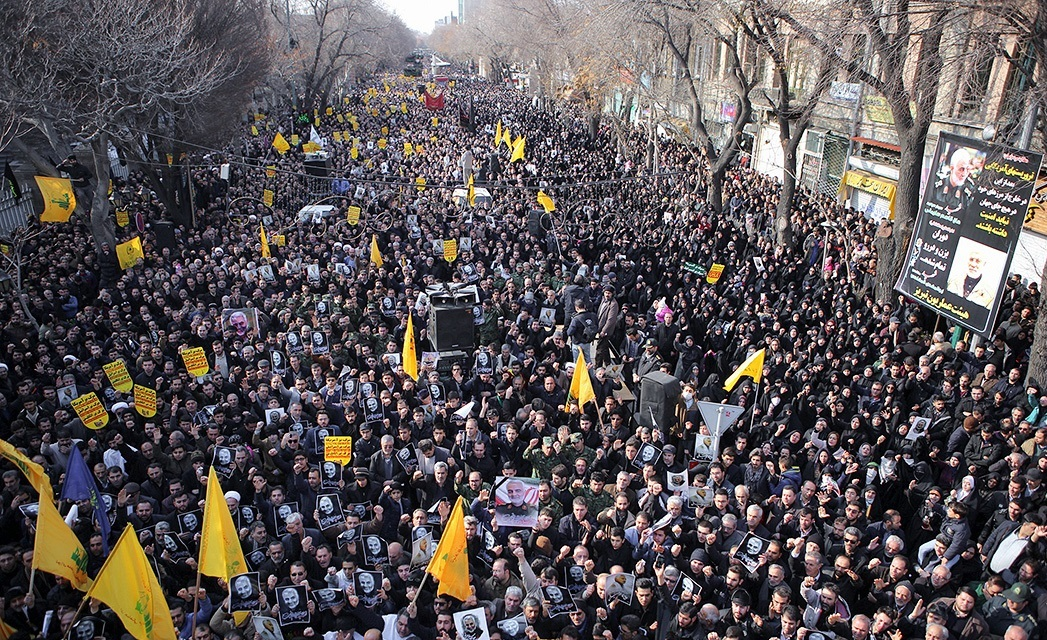
Manifestazione in Iran per la morte di Soleimani

A Teheran centinaia di migliaia di persone scesero in piazza per protestare contro il raid americano che uccise Soleimani, intonando cori contro gli Stati Uniti. Il presidente iraniano Hassan Rouhani minacciò "vendetta" in una dichiarazione pubblicata sul sito ufficiale del governo. Il ministro degli esteri iraniano Javad Zarif affermò che "l'atto di terrorismo internazionale degli Stati Uniti con l'assassinio del generale Soleimani, la forza più efficace nel combattere l'ISIS, al-Nusra e Al Qaida, è estremamente pericolosa e una folle escalation" e che "gli Stati Uniti si assumeranno la responsabilità di questo avventurismo disonesto".
In Iran milioni di persone andarono al funerale di Qasem Soleimani.
A partire dal 29 giugno 2020, l'Iran ha emesso un mandato di cattura su Donald Trump e altre 35 persone, per via dell'uccisione del maggior generale iraniano Qasem Soleimani.

#### Iraq
Il primo ministro iracheno Adel Abdul Mahdi ha condannato l'attacco, definendolo un assassinio e affermando che il raid è stato un atto di aggressione e una violazione della sovranità irachena che avrebbe portato alla guerra in Iraq. Ha detto che il raid ha violato l'accordo sulla presenza delle forze statunitensi in Iraq e che le garanzie per la sicurezza e la sovranità dell'Iraq dovrebbero essere rispettate dalla legislazione.

#### Siria
La Siria ha condannato l'attacco aereo, e il presidente siriano Bashar al-Assad in una lettera di condoglianze inviata alla Guida suprema iraniana Ali Khamenei dichiarò che "Il popolo siriano non dimenticherà la presenza di Soleimani al fianco dell'esercito arabo siriano per difendere la Siria dal terrorismo".

#### Italia
In Italia il leader della Lega, Matteo Salvini, elogiò Trump "per aver eliminato uno degli uomini più pericolosi e spietati al mondo", questo in grande contrapposizione all'opinione pubblica, che ha invece condannato l'attacco. Il segretario del Partito Democratico, Nicola Zingaretti, espresse "grande preoccupazione per l’altissimo livello di tensione in Iraq dopo le violenze dei giorni scorsi contro l’ambasciata USA e l’eliminazione di Soleimani". Il ministro degli esteri Luigi Di Maio in un post invitò alla moderazione in Iraq, mantenendo come priorità la lotta all'ISIS. Alcuni quotidiani tra cui il Corriere della Sera e Avvenire hanno sollevato dubbi sulla liceità dell'assassinio e come Trump potrebbe essere incriminato per l'uccisione di Soleimani.

#### Altri paesi
Cina, India e Pakistan hanno sollecitato la moderazione a seguito dell'attacco e il Regno Unito ha incoraggiato tutte le parti interessate a reagire con cautela.
La Germania ha informato che il Medio Oriente ha raggiunto "un pericoloso punto di escalation" e che il conflitto può essere risolto solo diplomaticamente.
La Francia ha dichiarato che la priorità del governo francese è quella di "stabilizzare la regione", dicendo "ci siamo svegliati in un mondo più pericoloso" e "il nostro ruolo non è quello di schierarci, ma di parlare con tutti".
La Russia e la Turchia hanno definito l'assassinio di Soleimani un atto degli Stati Uniti "pericoloso" e "illegale" e che l'attacco aumenterà l'insicurezza e l'instabilità nella regione.
Il primo ministro israeliano Benjamin Netanyahu ha elogiato l'attacco aereo, affermando che Trump ha agito “rapidamente, con forza e decisione”.

#### ONU
Agnès Callamard dell'ONU, ha contestato decisamente la liceità dell'omicidio, affermando che gli Stati Uniti non hanno fornito prove sufficienti di una minaccia imminente per giustificare tale attacco.

#### Attori non statali
L'ISIS ha esultato per la morte di Soleimani, definendo il suo assassinio come un "intervento divino".

### Ulteriore attacco
Il 4 gennaio 2020, in un ulteriore omicidio mirato compiuto da droni USA nella zona di Taji, a nord di Baghdad, è stato ucciso un esponente delle brigate sciite Katai'b Hezbollah, il segretario generale Shibl al-Zaydi. Con lui sono rimasti uccisi il fratello e altre quattro persone.

### Conseguenze militari
Già a partire dalla fine del 2019, in corrispondenza dell'assalto all'ambasciata statunitense di Baghdad, diversi aerei americani incominciarono a trasferire in Medio Oriente rinforzi per affrontare l'escalation con l'Iran. Questa attività continuò anche dopo l'uccisione di Soleimani: numerosi cargo statunitensi attraversarono il Mediterraneo in una mobilitazione militare che non si vedeva di tale livello dall'invasione dell'Iraq del 2003. Furono coinvolte negli atterraggi anche alcune basi militari statunitensi in Italia, come quella di Aviano, mentre le truppe americane presenti nella base di Vicenza furono preallertate per un eventuale impiego in Libano.
Dagli Stati Uniti giunsero anche diversi C-5 Galaxy, tra i più grandi velivoli mai costruiti, diretti verso la base di Rota in Spagna mentre nella base di Suda dell'isola di Creta giunsero come rinforzi i convertiplani V-22 Osprey e i C-130 Hercules. Altri paesi interessati nel movimento di velivoli americani furono la Giordania, l'Arabia Saudita e la Turchia (in quest'ultimo paese gli spostamenti furono interrotti dopo la morte di Soleimani).
L'Italia sospese "in linea con la coalizione" l'addestramento delle truppe irachene, come misura di sicurezza in seguito al raid a Baghdad che provocò la morte del generale Qassem Soleimani. L'obiettivo era comunque quello di riprendere la missione una volta stabilizzata la situazione.
Il 4 gennaio 2020 Katai'b Hezbollah diede ordine a tutti i combattenti iracheni di spostarsi ad almeno un chilometro di distanza dalle basi statunitensi. Lo stesso giorno razzi e colpi di mortaio presero di mira la zona verde di Baghdad, vicino all'ambasciata americana. Due razzi katiusha colpirono anche la base area di Balad.
Il 5 gennaio 2020 il parlamento iracheno approvò una legge che chiedeva al governo di espellere le truppe straniere presenti sul territorio. Votarono a favore i partiti sciiti mentre i curdi si astennero. Il provvedimento, richiesto già nei mesi precedenti dalle forze filo-iraniane, subì un'accelerazione per la morte di Soleimani e del capo delle milizie sciite al-Muhandis. Lo stesso giorno l'Iran annunciò il suo ritiro dall'accordo sul nucleare del 2015, riservandosi di arricchire l'uranio "senza restrizioni in base alle sue esigenze tecniche" (gli Stati Uniti erano già usciti da tale accordo nel 2018, e le sanzioni statunitensi reimposte da Donald Trump sono state la causa di questa crisi del golfo Persico del 2019-2020). A fronte della dichiarazione di Trump dell'inclusione di siti di rilevanza culturale come possibili obiettivi militari, Houssein Dehghan, uno dei più stretti consiglieri dell’ayatollah Ali Khamenei annunciò anche che la risposta iraniana agli americani sarebbe stata "sicuramente militare e contro siti militari".
Alle ore 1:20 dell'8 gennaio (la stessa ora dell'uccisione del generale Soleimani), per "legittima difesa" premurandosi di avvertire dell'azione per prevenire eventuali vittime, l'Iran lancia circa 30 missili balistici a corto raggio contro basi militari americane in Iraq nella base aerea di Ayn al-Asad e Erbil, in quest'ultima sono alloggiati anche militari italiani; i pasdaran parlano di 80 vittime statunitensi, ma il presidente Trump dopo essere stato messo al corrente sui fatti, scrive su Twitter che "tutto va bene!" e che avrebbe tenuto una conferenza stampa in mattinata. Difatti ha poi annunciato che l'attacco subìto non ha avuto nessuna perdita umana e che applicherà ulteriori sanzioni a Teheran. Tuttavia, settimane dopo il Pentagono affermerà che in realtà 34 militari statunitensi sono rimasti feriti nell'attacco.. In seguito il numero dei militari americani arrivò a 110 persone ricoverate.